# Dichanthium
Dichanthium là một chi thực vật có hoa trong họ Hòa thảo (Poaceae).

## Loài
Chi Dichanthium gồm các loài: